# Hr. Ms. Jacob van Heemskerck (1939)
Il Hr. Ms. Jacob van Heemskerck fu un incrociatore leggero olandese della classe Tromp, varato nel 1939. L'unità prende il nome dall'esploratore e ammiraglio Jacob van Heemskerck (1567–1607).

## Storia
La nave venne sorpresa dallo scoppio della seconda guerra mondiale ormeggiata ed incompleta, ma con la propulsione funzionante. Il suo equipaggio riuscì a portarla in Inghilterra, dove venne completata. Vista l'impossibilità di installare il sistema di controllo del tiro per i cannoni da 150 mm originariamente previsti che era rimasto in Olanda, venne riallestito come incrociatore antiaereo con cannoni da 102 mm.
Partecipò tra l'altro alle operazioni connesse alla Incursione giapponese nell'Oceano Indiano nel 1942.